# Intuitionnisme social
Pour les articles homonymes, voir Intuitionnisme (homonymie).
En psychologie morale, l'intuitionnisme social est un modèle qui propose que les positions morales sont souvent comportementales  et non-verbales. Souvent, un tel intuitionnisme social est fondé sur « l'absurdité morale » où les gens ont de fortes réactions morales mais ne parviennent pas à établir un quelconque principe rationnel pour expliquer leur réaction.

## Description
L'intuitionnisme social propose quatre affirmations principales sur les positions morales, à savoir qu'elles sont principalement :
- Intuitives (« les intuitions viennent en premier ») ;
- Rationalisées, justifiées ou autrement expliquées après coup ;
- Prises principalement pour influencer d'autres personnes ;
- Souvent influencées et parfois modifiées en discutant de ces positions avec d'autres[2].

Ce modèle s'écarte des théories rationalistes antérieures de la moralité, comme la théorie des étapes du raisonnement moral de Lawrence Kohlberg. Inspiré en partie par les travaux sur le raisonnement motivé, l'automaticité et l'hypothèse du marqueur somatique d'Antonio Damasio, le modèle intuitionniste social de Jonathan Haidt (2001) a minimisé le rôle du raisonnement dans l'atteinte de conclusions morales. Haidt affirme que le jugement moral est principalement suscité par l'intuition, le raisonnement jouant un rôle moins important dans la plupart de nos décisions morales. Les processus de pensée conscients servent en quelque sorte de justification post hoc des décisions.
Sa principale preuve provient d'études sur « l'absurdité morale », où les gens ont de fortes réactions morales mais ne parviennent pas à établir un quelconque principe rationnel pour expliquer leur réaction. Un exemple de situation dans laquelle les intuitions morales sont activées est la suivante : Imaginez qu'un frère et une sœur dorment ensemble une fois. Personne d'autre ne le sait, aucun mal n'arrive ni l'un ni l'autre, et les deux sentent que cela les a rapprochés en tant que frères et sœurs. La plupart des gens qui imaginent ce scénario d'inceste ont une réaction négative très forte, mais ne peuvent pas expliquer pourquoi. Se référant à des études antérieures de Howard Margolis et d'autres, Haidt suggère que nous avons des heuristiques intuitives inconscientes qui génèrent nos réactions à des situations moralement chargées et sous-tendent notre comportement moral. Il suggère que lorsque les gens expliquent leurs positions morales, ils manquent souvent, voire cachent, les prémisses et les processus de base qui ont réellement conduit à ces conclusions.
Le modèle de Haidt stipule également que le raisonnement moral est plus susceptible d'être interpersonnel que privé, reflétant des motifs sociaux (réputation, création d'alliances) plutôt que des principes abstraits. Il admet que la discussion interpersonnelle (et, en de très rares occasions, la réflexion privée) peut activer de nouvelles intuitions qui seront ensuite reportées dans des jugements futurs.

## Raisons de douter du rôle de la cognition
Haidt (2001) énumère quatre raisons de douter du modèle de primauté cognitive défendu par Lawrence Kohlberg et d'autres :
- Il existe des preuves considérables que de nombreuses évaluations, y compris les jugements moraux, ont lieu automatiquement, du moins dans leurs phases initiales (et ces jugements initiaux ancrent les jugements ultérieurs).
- Le processus de raisonnement moral est fortement biaisé par deux ensembles de motifs, que Haidt appelle les motifs de « relation » (relatifs à la gestion des impressions et aux interactions fluides avec les autres) et les motifs de « cohérence » (préservation d'une identité et d'une vision du monde cohérentes).
- Il a été démontré à plusieurs reprises que le processus de raisonnement crée des justifications post hoc convaincantes pour un comportement auquel les gens croient, même s'il ne décrit pas correctement la raison sous-jacente au choix[9].
- Selon Haidt, l'action morale covarie plus avec l'émotion morale qu'avec le raisonnement moral.

Ces quatre arguments ont conduit Haidt à proposer une réinterprétation majeure de décennies de travaux existants sur le raisonnement moral : « Étant donné que les justifications que les gens donnent sont étroitement liées aux jugements moraux qu'ils portent, les chercheurs précédents ont supposé que les raisons justificatives étaient à l'origine des jugements. Mais si les gens n'ont pas accès à leurs processus de jugement automatique, le chemin causal inverse devient plus plausible. Si ce chemin inverse est commun, alors l'énorme littérature sur le raisonnement moral peut être réinterprétée comme une sorte d'ethnographie des théories morales a priori détenues par diverses communautés et groupes d'âge(pp822). »

## Objections au modèle de Haidt
Parmi les principales critiques du modèle de Haidt, il y a le fait qu'il sous-estime le rôle du raisonnement. Par exemple, Joseph Paxton et Joshua Greene (2010) examinent des preuves suggérant que le raisonnement moral joue un rôle important dans le jugement moral, notamment en neutralisant les tendances automatiques à la partialité. Greene et ses collègues ont proposé une alternative au modèle intuitionniste social — le modèle de processus double — qui suggère que les jugements moraux déontologiques, qui impliquent des droits et des devoirs, sont principalement motivés par l'intuition, tandis que les jugements utilitaires visant à promouvoir le plus grand bien sont sous-tendue par des processus de raisonnement cognitif contrôlé. L'article de 2008 de Greene « La blague secrète de l'âme de Kant » soutient que l'éthique kantienne/déontologique est mieux comprise comme une rationalisation plutôt qu'un rationalisme – une tentative de justifier post-hoc des jugements moraux intuitifs. Plusieurs philosophes ont écrit des réponses critiques,,,,. Paul Bloom critique également le modèle de Haidt au motif que l'intuition seule ne peut rendre compte des changements historiques dans les valeurs morales. Le changement moral, croit-il, est un phénomène qui est en grande partie le produit d'une délibération rationnelle.
Augusto Blasi insiste sur l'importance de la responsabilité morale et de la réflexion lorsqu'on analyse une intuition. Son argument principal est que certaines intuitions, sinon la plupart, ont tendance à être égocentriques et égoïstes. Blasi critique Haidt en décrivant la personne moyenne et en se demandant si ce modèle (avoir une intuition, agir sur elle, puis la justifier) se produit toujours. Il est arrivé à la conclusion que tout le monde ne suit pas ce modèle. Plus en détail, Blasi propose les cinq positions par défaut de Haidt sur l'intuition[pas clair].
- Normalement, les jugements moraux sont causés par des intuitions, que les intuitions soient elles-mêmes causées par des heuristiques, ou que les heuristiques soient des intuitions ; qu'elles soient intrinsèquement basées sur les émotions, ou qu'elles dépendent de règles de type grammaire et qu'elles soient liées de manière externe aux émotions.
- Les intuitions se produisent rapidement et apparaissent comme incontestablement évidentes ; soit les intuitions elles-mêmes, soit leurs sources sont inconscientes.
- Les intuitions sont des réponses à des informations minimales, ne sont pas le résultat d'analyses ou de raisonnements ; elles n'ont pas non plus besoin d'un raisonnement pour paraître solides et vraies.
- Le raisonnement peut se produire mais rarement ; son utilisation consiste à justifier le jugement après coup, soit à d'autres personnes, soit à soi-même. Les raisons en somme n'ont pas de fonction morale.

Parce que tels sont les faits empiriques, les théories et méthodes « rationalistes » de Piaget et Kohlberg sont rejetées. Blasi soutient que Haidt ne fournit pas de preuves suffisantes pour étayer sa position.
D'autres chercheurs ont critiqué les preuves citées à l'appui de l'intuitionnisme social concernant l'étourdissement moral, arguant que ces résultats reposent sur une mauvaise interprétation des réponses des participants,.